# Package Unit

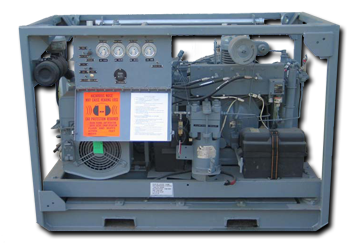
Druckluftanlage

Eine Package Unit (aus dem Englischen package und unit entlehnt; wörtlich Paketeinheit oder ‚[ab]gepackte …‘ sinngemäß auch ‚abgegrenzte Einheit‘) ist eine von einem Fremdunternehmen geplante und gefertigte Anlage. Die Anforderungen und Voraussetzungen für eine Package Unit sind in einem Lastenheft genannt. Spezielle Anforderungen an eine Package unit sind z. B. Leistungsparameter, Abmessungen und der Steuerungsumfang.
Mit Package Units ist die Realisierung von mechanischen, physikalischen und/oder chemischen Vorgängen oder Prozessen verbunden.
Beispiele für Package Units sind:
- Dosieranlagen für Chemikalien
- Bandanlagen
- Verpackungsmaschinen
- Druckluftanlagen
- Gas-Druckregelanlagen
- komplette Industrieanlagen

## Einzelbelege
1. ↑  Package – Duden, Bibliographisches Institut; 2016
2. ↑  Unit – Duden, Bibliographisches Institut; 2016